# Corps Saxonia Halle
Le Corps Saxonia Halle est un corps du Kösener Senioren-Convents-Verband (KSCV). Fondée en 1802, c'est l'une des plus anciennes associations étudiantes d'Allemagne jusqu'à sa suspension définitive en 1896.

## histoire
Dès 1717, il est possible de trouver à Halle-sur-Saale des Landsmannschaften avec des insignes de différentes couleurs pour leurs différentes régions d'origine. Dans un premier temps, elles coexistent avec les ordres étudiants et certaines Landsmannschaften sont en outre étroitement liées à l'un des ordres.
Cette évolution change en 1789, lorsque la Kränzchen de Westphalie (de) se démarque fortement de son ancien ordre et interdit même à ses membres d'être simultanément membres d'un ordre. Les autorités, qui voient les ordres comme une épine dans le pied depuis longtemps, saluent cette évolution et protègent les Kränzchen qui, à cette époque, peuvent organiser des comices publics auxquels participent également des professeurs.

### Kränzchen des magdebourgeois et halberstadois
C'est à cette époque que le 7 juin 1792, la Kränzchen des magdebourgeois est fondée avec les couleurs vert et blanc. L'année suivante, à partir de Noël environ, les halberstadois sont également admis, mais ils se retirent vers février 1795 et se rendent indépendants peu après, le 21 mai 1795, avec les couleurs rouge et blanc . Il est probable qu'il existe déjà un Kränzchen des halberstadois avant 1793, mais cela ne peut pas encore être confirmé. On ne sait pas non plus si les couleurs vert-rouge sont utilisées à l'époque de l'union.
Vers la même époque, les magdebourgeois acceptent désormais les saxons. Les points du cartel datant de 1799 à 1801, les magdebourgeois se voient attribuer les régions de Magdebourg, Mansfeld, Saxe et le cercle de Franconie et aux halberstadois, Halberstadt, Quedlinbourg, Wernigerode, Hohenstein, Brunswick, Hildesheim, Mühlhausen im Vogtland (Bad Elster), Nordhausen et Goslar comme régions de recrutement.
Après que les ordres religieux sont largement repoussés, les autorités commencent également à persécuter les Kränzchen qui étaient auparavant protégés. C'est ainsi que le 3 novembre 1801, les membres se voient promettre l'amnistie en cas de déclaration spontanée. Les Kränzchen s'inclinent, déclarent le nombre de leurs membres et sont finalement interdits le 26 janvier 1802. Le Kränzchen des magdebourgeois déclare alors 33 membres, celui de Halberstadt 20.

### Fondation et premières années 1802-1813

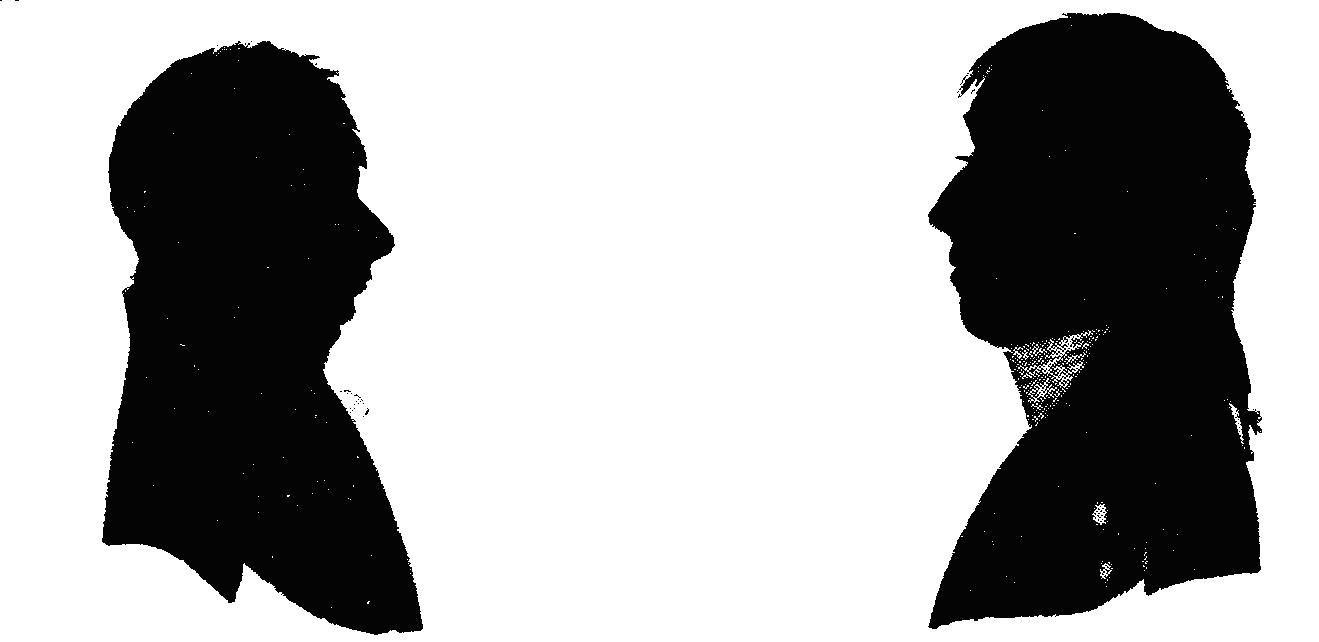
Saxons de Halle (1803)

Les Kränzchen ne se laissent toutefois pas décourager par l'interdiction et continuent bientôt d'exister. Le 21 juin 1802, ceux des magdebourgeois et des halberstadois s'unissent à nouveau pour former le Saxonia. Leurs couleurs se fondent en vert, rouge et blanc, et ils choisissent comme devise "Fide, sed cui vide !" (en latin : "Fais confiance, regarde qui !") et comme slogan d'armes "Amico pectus, hosti cuspidem !" (latin : "À l'ami le cœur, à l'ennemi la crosse !") . Il serait possible que les magdebourgeois et les halberstadois se soient déjà réunis en un Kränzchen magdebourgeois-halberstadois avant la fondation de la Saxonia.
Suite du duel de Reideburg (de) du 13 mars 1803, une nouvelle enquête est ouverte contre les Kränzchen. Le Saxon Kahmann, qui a lui-même participé au duel, est condamné à dix ans d'emprisonnement dans une forteresse, dont sept sont remis par la suite . C'est sans doute pour cette raison que Saxonia se dissout brièvement. Mais déjà dans le SC-Comment, qui date d'avant le 10 septembre 1803, l'étudiant L. Thielebein signe comme "qua Senior der Sächsischen Landsmannschaft". La date de fondation du 3 août 1804, mentionnée par Saxonia jusqu'en 1960, ne peut plus être expliquée aujourd'hui, car des inscriptions ultérieures dans le livre des origines, datant des années 1805 et 1806, montrent également l'ancienne date de 1802. Celles-ci témoignent également du fait que les anciennes couleurs vert-rouge-blanc continuent à être portées en 1804 et ne sont pas modifiées à l'époque en bleu foncé-blanc-bleu clair (depuis le bas). Les enquêtes menées par les autorités universitaires après le duel nous permettent de connaître les lois de la Saxonia présentées à l'époque. Bien qu'un Saxon interrogé ait avoué qu'il existe d'autres lois, elles nous apprennent beaucoup sur la structure des Kränzchen de l'époque .

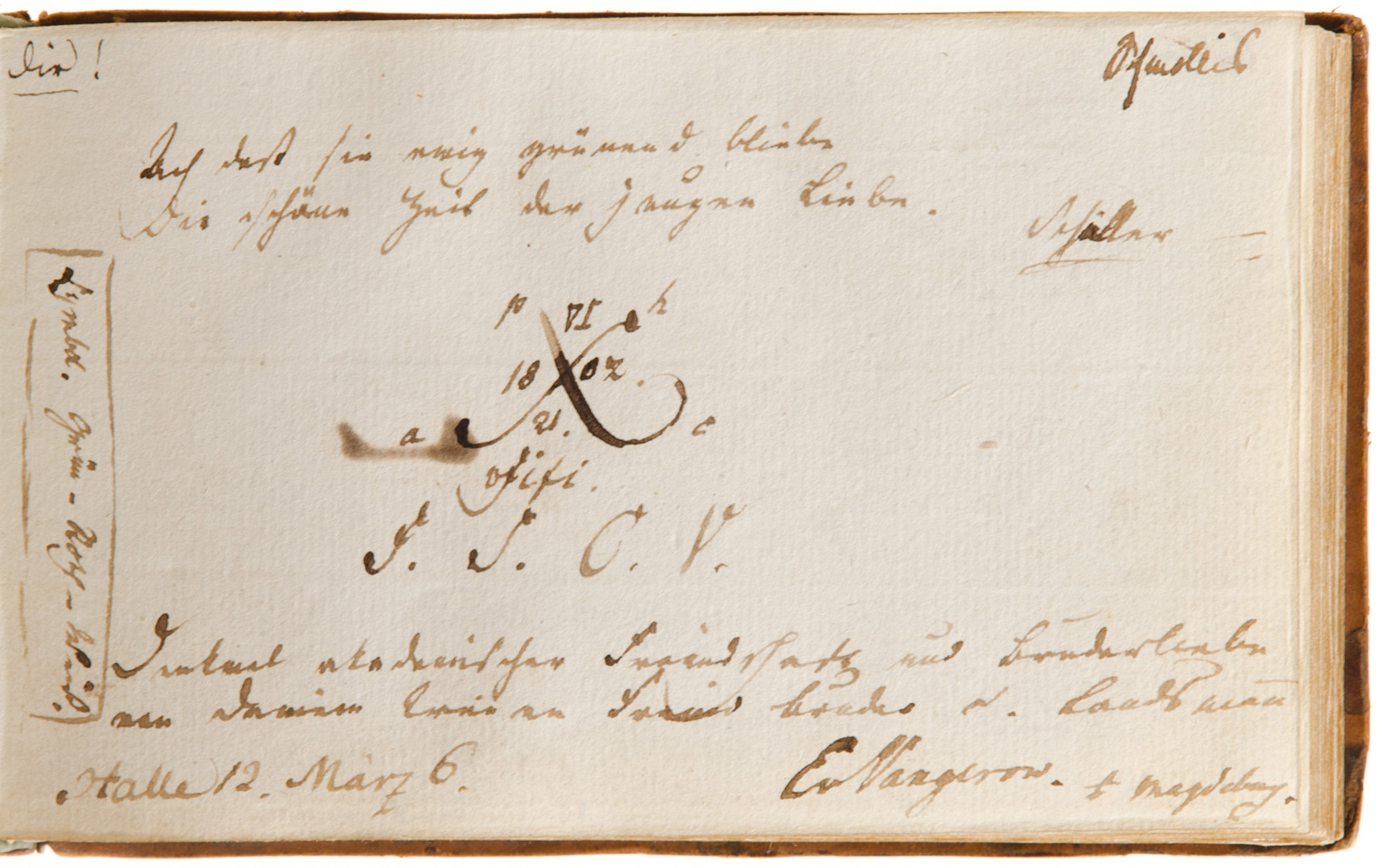
Entrée du livre de famille de Wilhelm Eduard von Vangerow du 12 mars 1806.

Les années suivantes sont moins marquées par la persécution. Au lieu de cela, il semble presque, d'après les journaux de Joseph von Eichendorff, que les Kränzchen ont cultivé une apparence totalement publique. Après la dissolution de l'université de Halle par Napoléon Bonaparte le 19 octobre 1806, la vie estudiantine disparaît également de la ville. Le Saxonia réapparaît cependant peu après la réouverture de l'université, à Pâques 1808. Cette preuve nous est fournie par des lettres du Hallenser SC adressées aux Kränzchen de l'université de Helmstedt, dans lesquelles les habitants de Halle reprochent aux habitants d'Helmstedt de s'être dissous sous la pression des autorités. Lorsque l'université de Helmstedt est fermée en mai 1810, de nombreux étudiants de cette université viennent à Halle. Parmi eux se trouve l'étudiant Oelze, qui a déjà fait partie du Kränzchen saxon à Helmstedt en 1808, et des tensions apparaissent entre lui, ses partisans et les Kränzchen de Halle, qui culminent avec la dénonciation d'Oelze aux autorités. Ce scandale, dit d'Oelze, donne lieu une fois de plus à de vastes enquêtes et le Saxonia doit se dissoudre. Elle se reconstitue cependant dès le 28 août 1810 et existe depuis lors jusqu'à ce que l'université soit à nouveau dissoute au début de la campagne d'Allemagne, à Pâques 1813.

### Après les guerres napoléoniennes

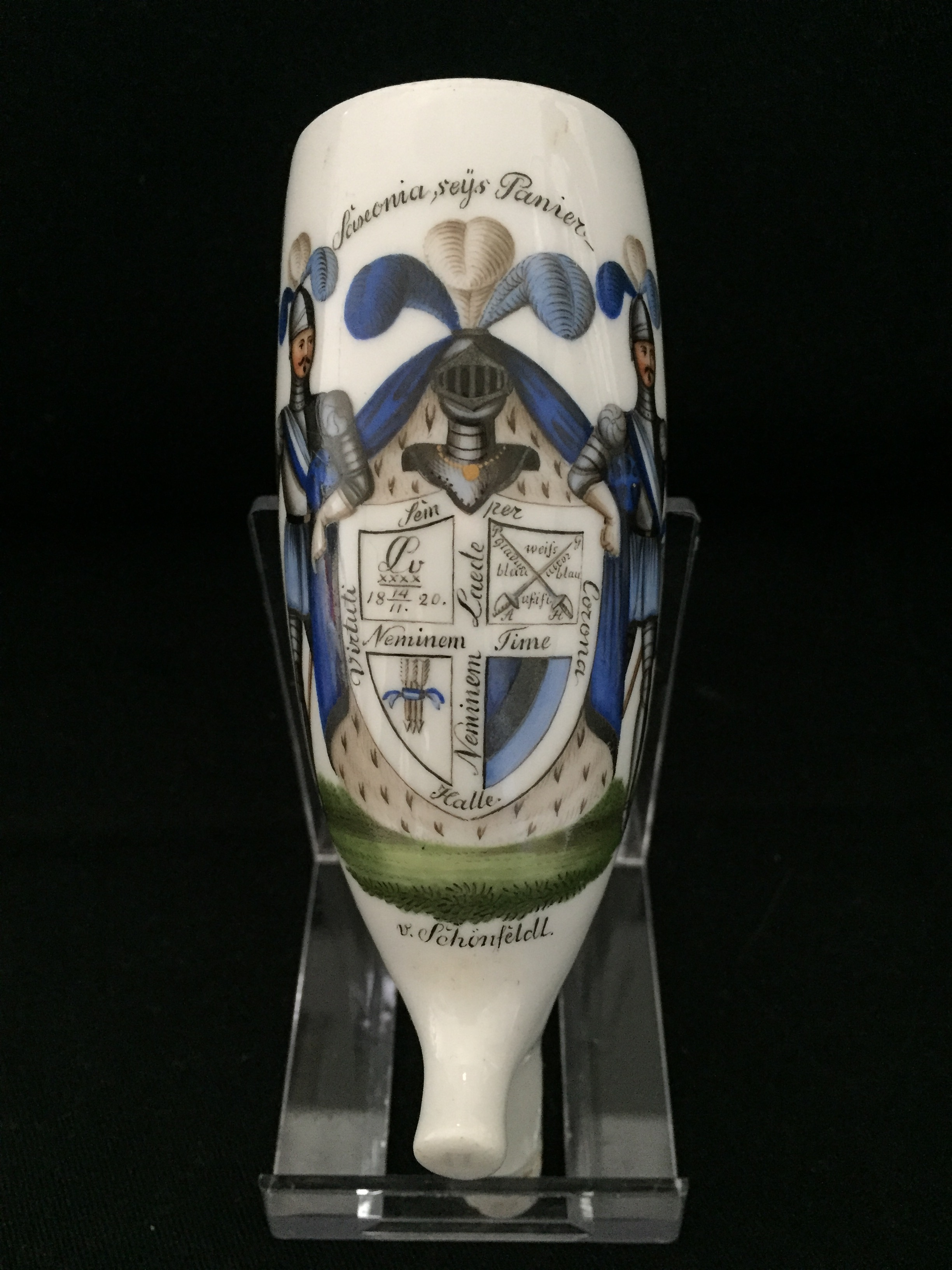
Tête de pipe de la Saxonia Halle avec le plus ancien blason connu (1826)

Après le retour des premiers étudiants à Halle en 1814, les Kränzchen, enthousiasmés par la lutte commune pour la libération, s'unissent d'abord le 11 janvier 1814 pour former la première Teutonia de Halle. À la suite de nombreux scandales, la Teutonia est dissoute par les autorités dès 1817, mais continue à exister en secret jusqu'à sa dissolution le 14 novembre 1819.
À partir de 1819 les anciennes Landsmannschaften réapparaissent et le 14 novembre 1820, le Saxonia se reconstitue également. Comme les anciennes couleurs sont entre-temps occupées par une Thuringia, les couleurs saxonnes déjà en usage à Leipzig et Iéna sont adoptées dans l'ordre bleu foncé-blanc-bleu clair lu par le bas avec percussion argentée. Le Saxonia Halle entretient des relations avec le Saxonia Jena depuis 1812 et un cartel se forme peu de temps après la reconstitution. Dans la même période, un cartel se forme également avec le Saxonia Leipzig. En novembre 1820 encore, les Kränzchen Saxonia, Thuringia, Marchia (de) et Pomerania (de) adoptent la "Constitution générale des Landsmannschaften de Halle", dans laquelle Saxonia est reconnue comme la plus ancienne.

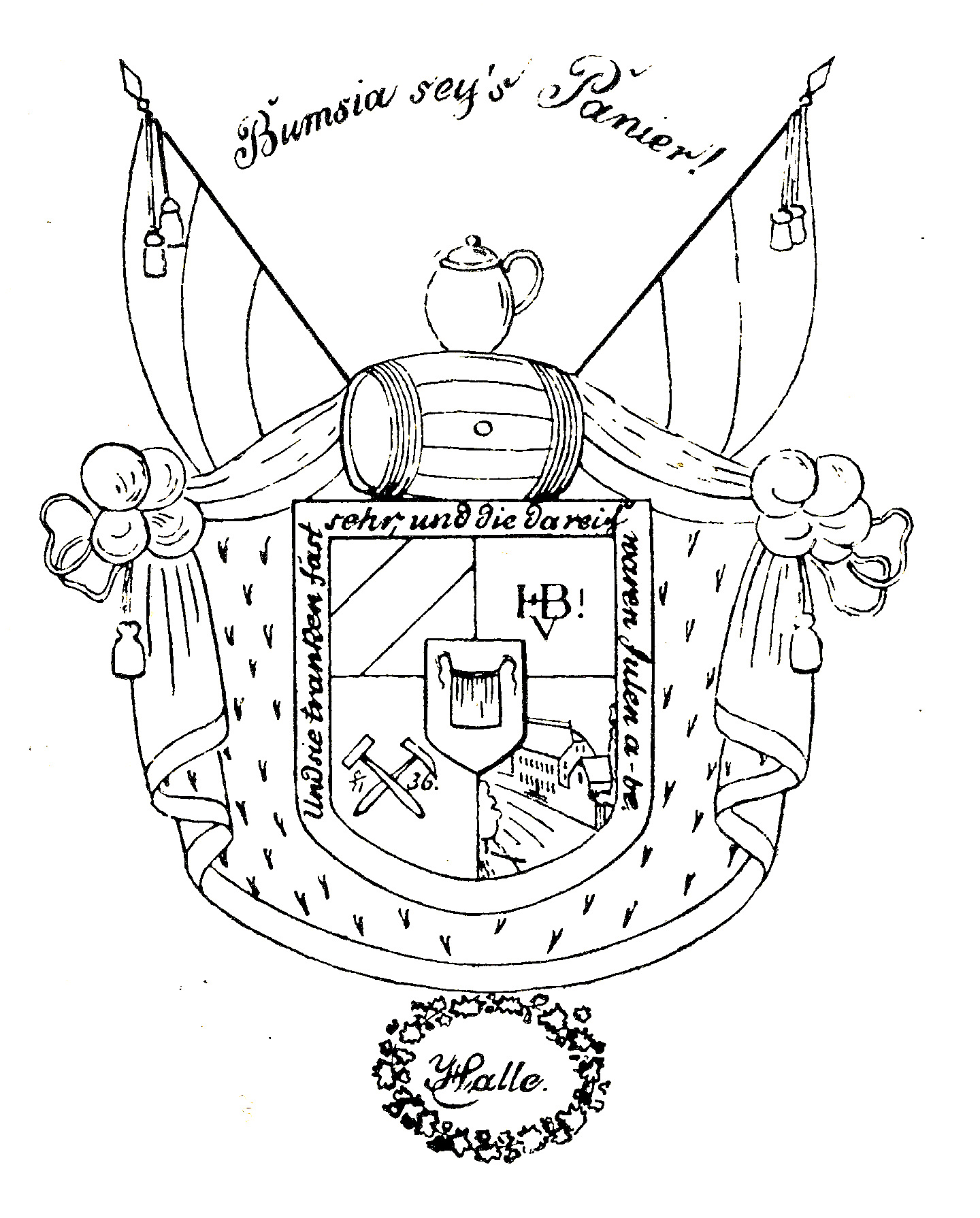
Armoiries de Bumsia, État de la bière de Saxonia Halle. Dessin d'après une tête de pipe

Les Landsmannschaften ayant été dissoutes par les autorités dès le semestre d'été 1821, les étudiants se rendent le 7 février 1822 à la Broyhahnschenke près d'Ammendorf dans un style parodique biblique pour protester contre l'arbitraire du commissaire du gouvernement von Witzleben. C'est à cette époque que le Saxonia se reconstitue et l'année suivante, de sérieuses querelles éclatent au sein du SC, Saxonia se retrouvant isolée face aux autres Landsmannschaften. On demande au Convent général des anciens fondé le 4 mars 1821 entre Iéna, Leipzig et Halle, de jouer le rôle de médiateur, ce qui permet de régler le conflit. Alors qu'Erich Bauer justifie la fondation du Sileso-Borussia par le départ de quelques Saxons à la suite des querelles, il est plus probable pour Robert Soppa que le Saxonia ait fondé un deuxième corps avec Sileso-Borussia afin de ne pas être seul à l'avenir contre les autres. Le fait que les fondateurs aient continué à figurer dans la liste des corps de Saxonia, mais aussi le fait que la fondation n'ait lieu qu'après le règlement du conflit devant le Convent général des anciens, plaident en faveur de cette hypothèse.
La période jusqu'en 1827 est marquée pour le Saxonia par des interdictions et des persécutions de la part des autorités. Ce qui est sûr, c'est qu'il est reconstitue le 28 juin 1827 et qu'il dure jusqu'en 1834. Relancé le 25 janvier 1836, le cartel ayant suspendu Saxonia Jena, il en conclut un avec le Franconia Jena (de) en été 1837. Cependant, tout comme le cartel avec Saxonia Leipzig, il s'effondre quelques jours seulement après avoir été conclu, en raison d'un incident survenu lors d'une soirée arrosée au Rudelsburg
Depuis janvier 1836, Saxonia Halle gère son état de bière sur le modèle de celui d'Iéna. Le Bumsia Halle remonte probablement au Bumsia fondé dès 1829 - mais n'appartenant pas encore à une corporation spécifique - que Hanns Freydank décrit en détail. On ne sait pas exactement jusqu'à quand cet État de bière a existé.
Saxonia est suspendu à nouveau le 5 août 1841 et reconstituée près d'un an plus tard le 3 août 1842  .
En 1844, un Convent général (CG) s'est constituée avec la participation de non-corporés, poussant à la formation de nouveaux cercles d'orientation progressiste. Lorsque le Convent général introduit l'obligation relative de se battre en duel, laissant à l'offensé le choix d'obtenir satisfaction par les armes ou par un tribunal d'honneur, le SC de Halle se divise en 1846. Les Corps Marchia, Guestphalia et Thuringia, conservateurs et attachés au principe de la satisfaction inconditionnelle, quittent le CA et forment leur propre Convent des anciens. Les corps Borussia et Pomerania continuent à se retrouver dans le Convent général avec les Kränzchen des Altmärker et des Franconiens.

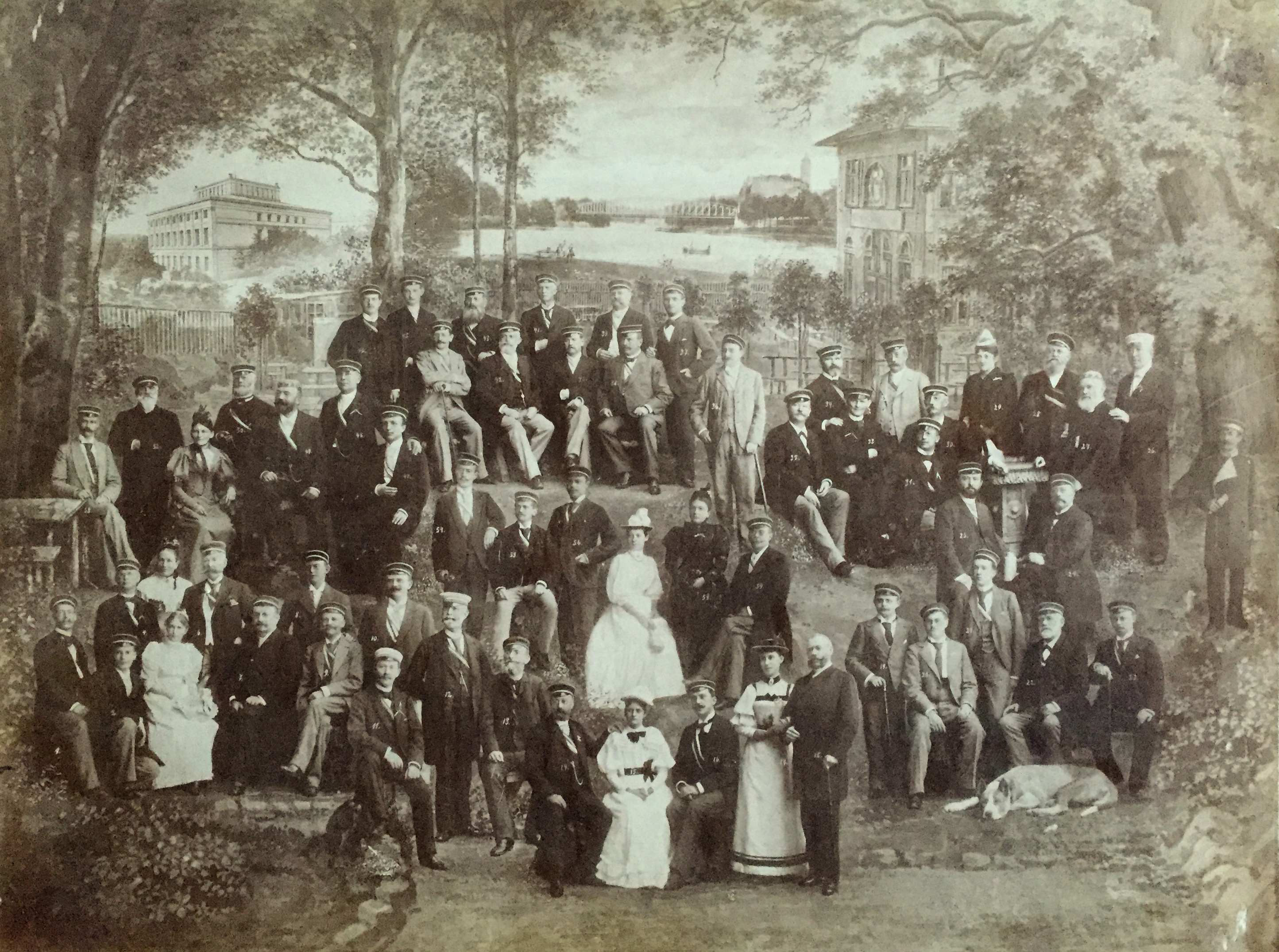
Participants du 90e anniversaire de la fondation en 1894

Après une nouvelle suspension le 13 janvier 1845, Saxonia est reconstituée le 14 janvier 1846, soit un an plus tard, mais elle est dissoute moins d'un mois plus tard, le 7 février. Lorsqu'une nouvelle reconstitution a lieu le 2 août 1848, Saxonia se range également du côté du Progress, mais est à l'origine de la dissolution de l'AC, qui a lieu le 11 novembre 1848. Pomerania a déjà changé de camp auparavant ; Thuringia s'est dissoute. La division du SC persiste dans un premier temps : les corps Marchia, Pomerania et Guestphalia s'opposent aux corps progressistes Borussia, Palaiomarchia (de), Saxonia ainsi qu'à Cheruscia, issue d'un Kränzchen de Naumbourg en 1848, et à Franconia, issue du Kränzchen Lapponia. Le 4 décembre 1848, les deux parties se déclarent mutuellement discréditées et ce n'est qu'en juillet 1849 que les négociations reprennent entre les deux parties. Borussia ayant rejoint l'ancien SC dès le 5 novembre 1849, Saxonia suit le 18 janvier 1850. Cheruscia et Franconia se dissolvent. Palaiomarchia est le dernier corps de la période de scission à être réuni au SC, le 7 décembre 1850.
Au cours des décennies suivantes, Saxonia est à nouveau suspendue du 9 mai au 22 novembre 1851 et du 2 mai 1864 au 27 juillet 1891,. Après cette dernière reconstitution, Saxonia est surtout soutenue par son corps de cartel Saxonia Jena. Il doit finalement cesser définitivement ses activités le 7 novembre 1896.

### Corps Saxonia Frankfurt am Main und Konstanz

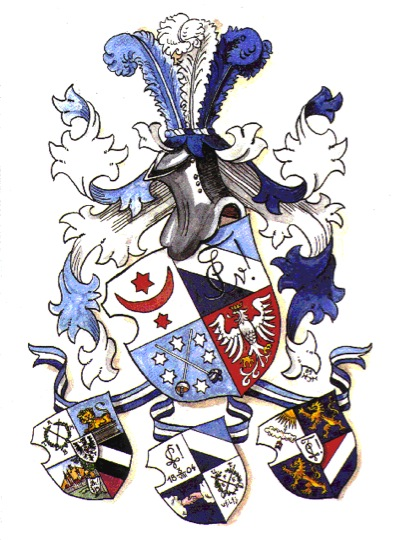
Armoiries complètes du Corps Saxonia Konstanz

Après la Seconde Guerre mondiale, le Saxonia Halle soutient la fondation commune du Corps Saxonia Frankfurt en y faisant adhérer ses membres. Les Corps Guestphalia, Borussia, Neoborussia (de) et Teutonia (de), ainsi que le corps Palaio-Alsatia (de) de Strasbourg, ont initialement prévu de reconstituer le Saxonia Halle en tant que Corps commun successeur de tous les Corps de Halle. Cependant, au cours des négociations, des malentendus apparaissent avec les Saxons de Halle encore en vie, de sorte que l'idée est abandonnée au profit d'une nouvelle fondation. Avec son nom et ses couleurs, la Saxonia Frankfurt, fondée le 10 décembre 1949, fait toutefois directement référence au Saxonia Halle. Plus tard, les Saxons de Halle encore en vie se déclarent d'accord pour reconnaître Saxonia comme reconstitution et la dotent ultérieurement de tous les pouvoirs qui n'ont pas été utilisés jusqu'alors. Par la suite, Palaio-Alsatia (1953), Borussia (1955) et Guestphalia (1956) se détachent de la fédération de corps et prennent leur propre chemin à Francfort-sur-le-Main (1954), Mayence (1956) et Münster (1958). En raison de problèmes de relève dus au mouvement de 1968, le Saxonia Frankfurt doit se suspendre en 1972. Après deux tentatives infructueuses à Trèves et à Ratisbonne, il réussit à se reconstituer à l'Université de Constance au semestre d'hiver 1984/85. L'aide du convent des anciens de cette ville est décisive. Le Saxonia Konstanz est le plus jeune corps du cercle noir (de) du KSCV. Les "Nouveaux Saxons" comprennent Gerd Schaefer-Rolffs (de), Hans Breuer (de), Hans-Günther Weber (de), Knut Teske (de), Eckhart Dietrich (de) et Wolfgang Herr (de). Karl Rembert (de) (1868-1966) est porteur des bandes teutoniques et saxonnes. En 1913, avec Ernst Biesalski (de), il présente l'histoire du corps de Teutonia.

## Membres notables
Par ordre alphabétique

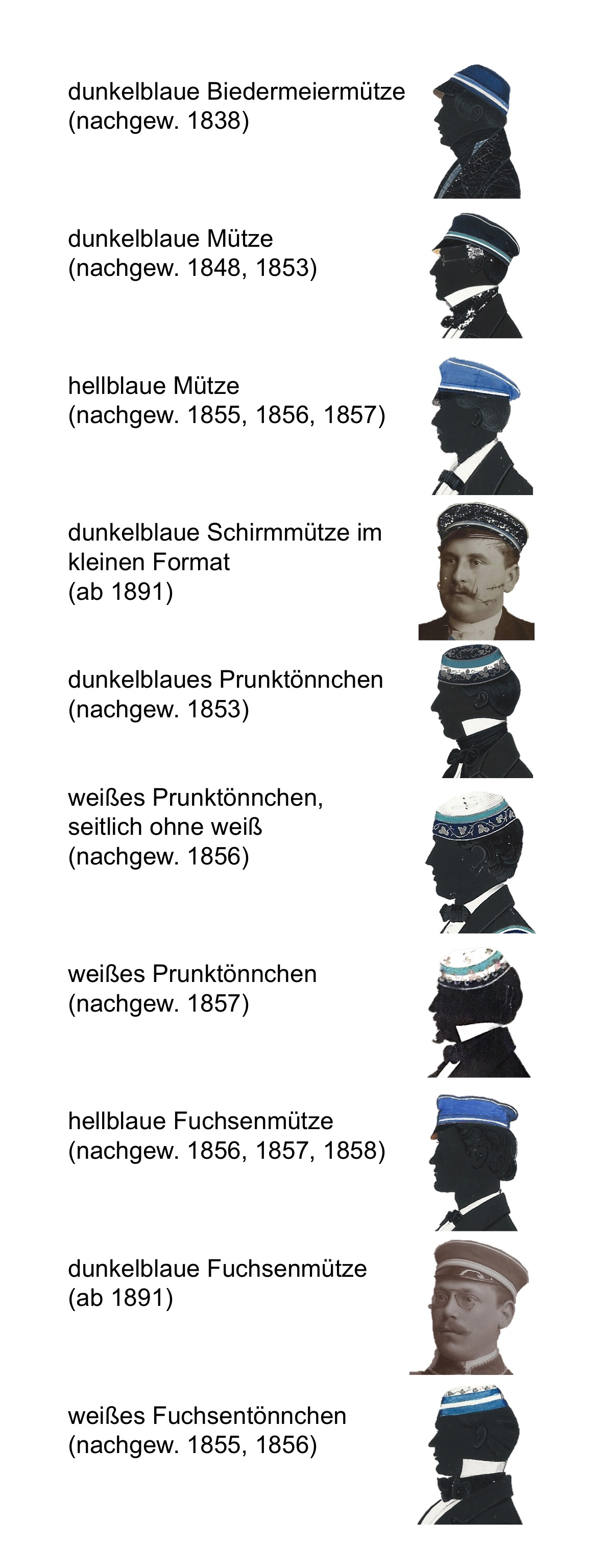
Les différentes coiffures du Saxonia à Halle

- Julius Hermann Besser (de) (1807–1895), conseiller du gouvernement privé, député du Parlement de l'Union d'Erfurt, administrateur de l'arrondissement de Birnbaum
- Carl Moritz von Beurmann (1802–1870), haut président de la province de Posnanie, conservateur de l'Université de Halle
- Bernhard von Bismarck (1810-1893), administrateur de l'arrondissement de Naugard (de) et député du parlement provincial de Poméranie (de)
- Otto Flöl (de) (1887–1959), procureur et député du Landtag de Schleswig-Holstein
- August Wilhelm Francke (1785–1851), lord-maire de Magdebourg, député de la chambre des représentants de Prusse
- Gustav von Gehrmann (de) (1823-1892), sénéchal d'Osnabrück, président du district d'Osnabrück
- Ludwig Heise (de) (1815–1882), président de la direction des chemins de fer de Westphalie, chargé de cours au ministère prussien du commerce, directeur du chemin de fer Rechte-Oder-Ufer, député de la chambre des représentants de Prusse
- Wolfgang Herr (de) (né en 1965), hématologue et professeur d'université à Ratisbonne
- Ludwig Hildenhagen (de) (1809–1893), théologien et député de l'Assemblée nationale prussienne
- Otto Jaeger (de) (1835-1902), administrateur de l'arrondissement d'Eupen
- Carl Kaempffer (de) (1784–1846), surintendant à Neustrelitz
- Gustav Kaufmann (de) (1842-1919), président du Sénat à la cour impériale
- Benno von Kügelgen (mort en 1915), fondateur de l'Erlanger Pfarrerstochter (de), pasteur à Dessau
- Guido von Madai (1810–1892), premier chef de la police de Francfort-sur-le-Main
- Karl Otto von Manteuffel (1806–1879), conseiller d'État prussien, président du district de Francfort, administrateur de l'arrondissement de Luckau (de)
- Otto Theodor von Manteuffel (1805–1882), ministre prussien de l'Intérieur
- Wilhelm Rein (de) (1809-1865), philologue classique, historien du droit, historien local et professeur de lycée
- Richard Roepell (de) (1808–1893), historien, député du Reichstag
- Diedrich Sägelken (de) (1816–1891), recteur d'école, député du parlement oldenbourgeois (de)
- Alexander von Schleinitz (1807-1885), ministre prussien des Affaires étrangères
- Franz Ulrich von Trotha (de) (1806-1860), propriétaire terrien, chambellan d'Anhalt, député de la chambre des représentants de Prusse
- Bernhard Ulrici (de) (1811-1893), administrateur de l'arrondissement de Weißenfels, député du Parlement de l'Union d'Erfurt, député de la chambre des représentants de Prusse
- Hermann Ulrici (de) (1806-1884), philosophe
- Wilhelm Wachsmuth (de) (1784–1866), historien
- Wilhelm von Wedell (1801–1866), haut président de la province de Saxe et de la province de Silésie
- Ludwig Weidlich (de) (vers 1807–1877), administrateur de l'arrondissement de Mersebourg (de)
- Hartmann von Witzleben (1805–1878), haut président de la province de Saxe